# Txorni Kliutx
Txorni Kliutx (en rus: Чёрный Ключ) és un poble d'Udmúrtia, a Rússia, que el 2012 tenia 176 habitants. Pertany al raion d'Alnaixi.